# Eva Klotz
Eva Klotz (St. Leonhard in Passeier, 4 de junho de 1951) é uma política italiana, militante no Befreiungsausschuss Südtirol (BAS - literalmente: Comitê pela libertação do Tirol do Sul) e deputada do Parlamento da Província autónoma de Bolzano. Ela é a primeira filha de Georg Klotz.

## Biografia
Eva nasceu no ano de 1951, sendo a filha mais velha dos seis filhos de Georg Klotz, ela sempre defendeu os direitos de autodeterminação dos Bolzaneses. Ensinou Alemão, História e Geografia nas escolas secundárias Tirolesas, depois foi professora de História, Folclore e Filosofia na Universidade de Innsbruck, na Áustria.
De 1980 a 1983, Eva Klotz foi conselheira municipal em Bolzano pelo Südtiroler Volkspartei e, depois, deputada no Parlamento Sul-tirolês de 1983 a 1989. É neste mesmo ano que não combinou mais com as ideais políticas de Silvius Magnago, deixando o Südtiroler Volkspartei para fundar um outro partido independente, o Union für Südtirol, onde foi deputada de 1989 a 2007, quando dividiu-se de Andreas Pöder, e fundou o Süd-Tiroler Freiheit, juntamente com Sven Knoll, onde foi novamente eleita deputada em Cunt, 2008.
Em 2014, Eva Klotz ausentou-se do cenário político para cuidar do marido que encontrava-se doente, o gerente bancário Hans Bachmann, até sua morte em 2019.
Hoje em dia, afastada da vida política, Klotz vive em Bolzano.

## Posições políticas
Entre todas declarações de Eva, seguem algumas:
- Um Tirol do Sul completamente livre da Itália.

- Trabalhar para chegar num referendo para ter um futuro do Tirol do Sul sem Itália, independente. Podem-se ser amigos, sem porém dar conta às regras dos outros. Amigos, mas patrões na própria casa.

- Se meu pai era terrorista, então era tal também Giuseppe Garibaldi.

Mesmo tendo posições radicais para a autodeterminação do Tirol do Sul, Eva Klotz se distinguiu sempre dos outros políticos de língua alemã que têm posições xenofóbicas.

## Bibliografia

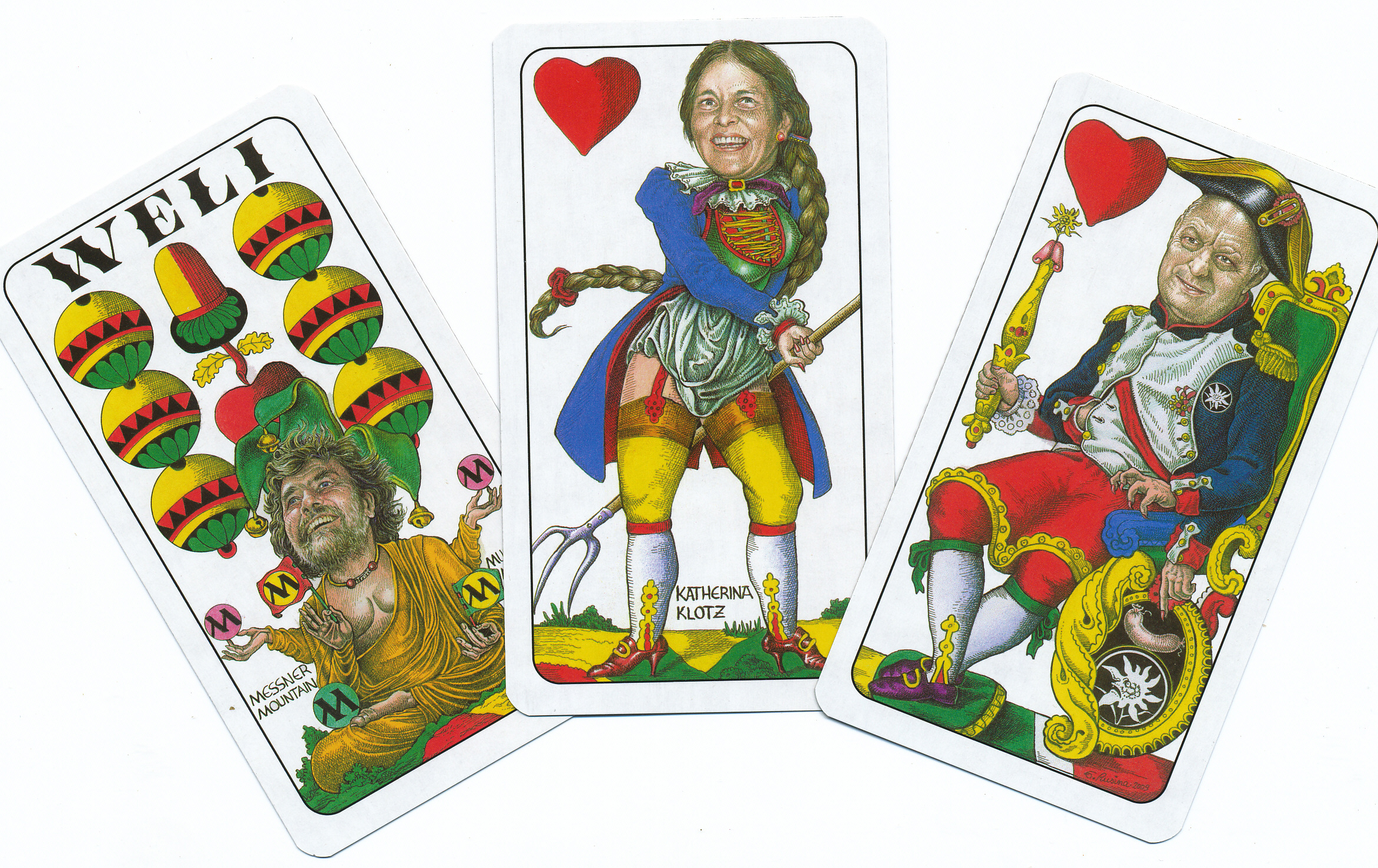
Cartas para jogo de mesa, com personagens sudtiroleses famosos, entre os quais Reinhold Messner, Eva Klotz e Luis Durnwalder, desenhadas para Egon Rusina

## Conexões externas
- Ficha sobre Eva Klotz no Sita da Província Autonoma de Bolzano
- (em alemão) Süd-Tiroler Freiheit